# Джоді Фостер

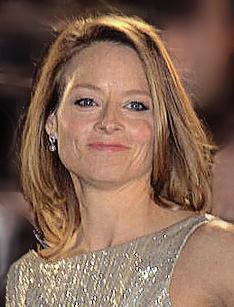
Акторка у 2011 році

 Джо́ді Фо́стер  (англ. Jodie Foster, при народженні — Алі́ша Крі́стіан Фо́стер, англ. Alicia Christian Foster; 19 листопада 1962, Лос-Анджелес) — американська кіноакторка, кінорежисер, продюсер. Лауреатка двох премій «Оскар» (1989, 1992, та ще три номінації), чотирьох «Золотих глобусів», трьох нагород БАФТА та інших.

## Біографія
Народилася 19 листопада 1962 року у Лос-Анджелесі молодшою з чотирьох дітей Евелін Еллою Алмонд. Батько, Люціус Фішер Фостер III, був підполковником ВПС США та брокером з нерухомості. Він покинув Евелін до того, як народилася Джоді. У Фостер також є старший брат Бадді, який теж був актором, і дві старші сестри Сінді та Конні. У грудні 2011 року Люціуса Фішера Фостера III було засуджено до 5 років тюремного ув'язнення за звинуваченням у шахрайстві.
Фостер вивчала французьку мову у приватній школі Lycée Français de Los Angeles, яку вона закінчила у 1980 році. Потім продовжила освіту в Єльському університеті, здобувши 1985 року ступінь бакалавра в галузі літератури. Через 12 років вона отримала від університету ступінь Почесного Доктора образотворчих мистецтв.
Фостер вільно володіє французькою мовою та сама дублювала деякі фільми для французького прокату. Акторка також володіє італійською та розуміє німецьку та іспанську мови.

## Кар'єра
Акторська кар'єра Фостер розпочалася з трьох років, коли вона почала зніматися у рекламних роликах та телесеріалах. У 1970-х роках знялася у кількох фільмах студії Волта Діснея. Дебют Фостер у великому кіно — фільм «Наполеон і Саманта» (1973). 1974 року з'явилася у фільмі Мартіна Скорсезе «Аліса тут більше не живе». Коли ще зовсім дитиною Джоді Фостер знімалася у своєму першому фільмі, на неї напав лев. Рубці залишилися на все життя.
За наступну роль неповнолітньої повії у фільмі Скорсезе «Таксист» у віці 14 років Фостер була номінована на премію «Оскар». 30 березня 1981 року Джон Хінклі після перегляду фільму «Таксист» вчинив замах на президента США Рональда Рейгана. Злочинним мотивом Хінклі стала його патологічна одержимість Фостер. Він був упевнений, що, прославившись на всю країну, зможе завоювати серце акторки. Злочинця визнали божевільним.
1988 року зіграла головну роль у фільмі «Обвинувачені», за яку отримала премії «Оскар» та «Золотий глобус».
1992 року Фостер отримала другий «Оскар» за головну роль у фільмі «Мовчання ягнят». Це зробило її першою акторкою (другою стала Хіларі Суонк), яка отримала два «Оскари» до 30 років. 1995 року була знову номінована на цю кінопремію за роль у фільмі «Нелл», але нагороду отримала Джесіка Ленг за фільм «Блакитні небеса».
Потім були фільми «Меверік» (1994), «Контакт» (1997), за головну роль в якому вона була номінована на «Золотий глобус», «Анна і король» (1999), «Кімната страху» Девіда Фінчера в 2002 році, «Ілюзія польоту» (2005), «Не спійманий — не злодій» (2006), «Відважна» (2007), «Острів Ним» (2008).
Фостер кілька разів режисувала фільми. У 1991 році вона зняла фільм «Маленька людина Тейт», що оповідає про непросту долю хлопчика-вундеркінда, у 1995 році «Додому на свята» (за участю Голлі Гантер, Роберта Дауні-молодшого, Енн Бенкрофт, Чарльза Дернінга, Ділана Макдерм та Стіва Гуттенберга). «Бобер», де Фостер та Мел Гібсон виступили у головних ролях, вийшов у 2011 році. У 2013 році як режисерка зняла 9 серію 2 сезону серіалу «Картковий будинок». А у 2017 році зняла 2 серію 4 сезону серіалу «Чорне дзеркало».
У 2013 році Джоді Фостер була удостоєна спеціальної премії «Золотий глобус» за життєві досягнення у галузі кінематографу.
У серпні 2013 року вийшов науково-фантастичний фільм «Елізіум — рай не на Землі» за участю Фостер. Її акторська робота була дуже негативно прийнята світовою кінокритикою; зокрема, учень Роджера Еберта Річард Репер у своїй рецензії на картину зазначив, що в «Елізіумі» акторка виконала, можливо, найгіршу роль у кар'єрі.
У квітні 2014 року Джоді Фостер зіграла весілля зі своєю коханою Александрою Гедісон.
У 2016 році на екрани вийшов фільм «Фінансовий монстр», який зрежисувала Фостер. Вона також була режисеркою і продюсеркою фільмів: «Маленька людина Тейт» (1991), «Додому на свята» (1995), «Бобер» (2010), «Небезпечні ігри» (2002), «Пробуджуючи мерців» (2000), «Відважна» (2007), «Дитячий танець» (1998), «Нелл» (1994), «Зачарована» (1985) та серіалів: «Казки з темного боку» (1983—1988), «Картковий будинок» (2013) та «Помаранчевий — хіт сезону» (2013).
2024 року Фостер зіграла головну роль у четвертому сезоні телесеріалу «Справжній детектив».

## Фільмографія

### Фільми
| Рік  |     | Українська назва                    | Оригінальна назва                                | Роль                     |
| ---- | --- | ----------------------------------- | ------------------------------------------------ | ------------------------ |
| 1970 | ф   | Загроза з гори                      | Menace on the Mountain                           | Сьюелл Макайвер          |
| 1972 | ф   | Моя сестра Генк                     | My Sister Hank                                   | Генріетта «Генк» Беннетт |
| 1972 | ф   | Сенсація Канзас-сіті                | Kansas City Bomber                               | Рита                     |
| 1972 | ф   | Наполеон та Саманта                 | Napoleon and Samantha                            | Саманта                  |
| 1973 | ф   | Том Сойєр                           | Tom Sawyer                                       | Беккі Тетчер             |
| 1973 | ф   | Маленький індіанець                 | One Little Indian                                | Березень Макайвер        |
| 1974 | ф   | Аліса тут більше не живе            | Alice Doesn't Live Here Anymore                  | Одрі                     |
| 1974 | ф   | Посміхайся, Дженні, ти покійниця    | Smile, Jenny, You're Dead                        | Ліберті Коул             |
| 1976 | ф   | Дівчинка, що живе наприкінці вулиці | The Little Girl Who Lives Down the Lane          | Рінн                     |
| 1976 | ф   | Шалена п'ятниця                     | Freaky Friday                                    | Аннабель Ендрюс          |
| 1976 | ф   | Багсі Мелоун                        | Bugsy Malone                                     | Таллула                  |
| 1976 | ф   | Таксист                             | Taxi Driver                                      | Айріс Стінсма            |
| 1976 | ф   | Відлуння літа                       | Echoes of a Summer                               | Дейдра Стрідом           |
| 1977 | ф   | Свічка у черевику                   | Candleshoe                                       | Кейсі                    |
| 1977 | ф   | Казотт                              | Casotto                                          | Терезина Феделе          |
| 1977 | ф   | Перестань називати мене крихтою     | Moi, fleur bleue                                 | Ізабель Трістан          |
| 1980 | ф   | Лисиці                              | Foxes                                            | Джині                    |
| 1980 | ф   | Керні                               | Carny                                            | Донна                    |
| 1982 | ф   | Дружина О'хари                      | O'Hara's Wife                                    | Барбара О'Хара           |
| 1984 | ф   | Готель Нью-Гемпшир                  | The Hotel New Hampshire                          | Френні Беррі             |
| 1984 | ф   | Чужий кров'ю                        | Le Sang des autres                               | Елен                     |
| 1986 | ф   | Під гіпнозом                        | Mesmerized                                       | Вікторія Томпсон         |
| 1987 | ф   | Сієста                              | Siesta                                           | Ненсі                    |
| 1987 | ф   | П'ять кутів                         | Five Corners                                     | Лінда                    |
| 1988 | ф   | Обвинувачені                        | The Accused                                      | Сара Тобіас              |
| 1988 | ф   | Вкрасти будинок                     | Stealing Home                                    | Кеті Чердлер             |
| 1990 | ф   | Відступник                          | Catchfire                                        | Енн Бентон               |
| 1991 | ф   | Маленька людина Тейт                | Little Man Tate                                  | Діді Тейт                |
| 1991 | ф   | Мовчання ягнят                      | The Silence of the Lambs                         | Кларіс Старлінг          |
| 1992 | ф   | Тіні та туман                       | Shadows and Fog                                  | повія                    |
| 1993 | ф   | Соммерсбі                           | Sommersby                                        | Лорел Соммерсби          |
| 1994 | ф   | Нелл                                | Nell                                             | Нелл Келти               |
| 1994 | ф   | Меверик                             | Maverick                                         | місіс Аннабель Бренсфорт |
| 1997 | ф   | Контакт                             | Contact                                          | Елеанор Арроуей          |
| 1999 | ф   | Анна та Король                      | Anna and the King                                | Анна Леоноуенс           |
| 2002 | ф   | Кімната страху                      | Panic Room                                       | Мег Алтман               |
| 2002 | ф   | Небезпечні ігри                     | The Dangerous Lives of Altar Boys                | сестра Ассумпта          |
| 2004 | ф   | Тривалі заручини                    | Un long dimanche de fiançailles                  | Елоді Горді              |
| 2005 | ф   | Ілюзія польоту                      | Flightplan                                       | Кайл Пратт               |
| 2006 | ф   | Не спійманий — не злодій            | Inside Man                                       | Меделін Вайт             |
| 2007 | ф   | Відважна                            | The Brave One                                    | Еріка                    |
| 2008 | ф   | Острів Нім                          | Nim's Island                                     | Олександра Ровер         |
| 2011 | ф   | Бобер                               | Beaver                                           | Мередіт Блек             |
| 2011 | ф   | Різанина                            | Carnage                                          | Пенелопа                 |
| 2013 | ф   | Елізіум: Рай не на Землі            | Elysium                                          | міністр оборони Делакур  |
| 2018 | ф   | Готель «Артеміда»                   | Hotel Artemis                                    | медсестра Жан Томас      |
| 2018 | док |                                     | Be Natural: The Untold Story of Alice Guy-Blaché | оповідачка               |
| 2019 | док |                                     | Love, Antosha                                    | у ролі самої себе        |
| 2021 | ф   | Мавританець                         | The Mauritanian                                  | Ненсі Голандер           |
| 2023 | ф   | Наяд                                | Nyad                                             | Бонні Столл              |

### Серіали
| Рік       |    | Українська назва   | Оригінальна назва | Роль                                                      |
| --------- | -- | ------------------ | ----------------- | --------------------------------------------------------- |
| 1969—1972 | с  | Димок зі ствола    | Gunsmoke          | Сьюзен Седлер / Патриція / Маріанна (3 епізоди)           |
| 1973      | мс | Родина Адамсів     | The Addams Family | Паґслі Аддамс (епізод: «The Addams Family in New York»)   |
| 1975      | с  | Медичний центр     | Medical Center    | Айві (епізод: «The Captives»)                             |
| 1996      | с  | Фрейзер            | Frasier           | Марлін (епізод: «Moon Dance»)                             |
| 1997      | с  | Цілком таємно      | The X-Files       | Бетті (епізод: «Never Again»)                             |
| 2009      | мс | Сімпсони           | The Simpsons      | Меґґі Сімпсон (епізод: «Four Great Women and a Manicure») |
| 2024      | с  | Справжній детектив | True Detective    | Ліз Денверс (4-й сезон)                                   |

## Нагороди та номінації
| Нагороди та номінації                           | Нагороди та номінації | Нагороди та номінації                 | Нагороди та номінації               | Нагороди та номінації |
| Нагорода                                        | Рік                   | Категорія                             | Фільм                               | Підсумок              |
| ----------------------------------------------- | --------------------- | ------------------------------------- | ----------------------------------- | --------------------- |
| Оскар                                           | 1977                  | Найкраща жіноча роль другого плану    | Таксист                             | Номінація             |
| Оскар                                           | 1989                  | Найкраща акторка                      | Обвинувачені                        | Перемога              |
| Оскар                                           | 1992                  | Найкраща акторка                      | Мовчання ягнят                      | Перемога              |
| Оскар                                           | 1995                  | Найкраща акторка                      | Нелл                                | Номінація             |
| Оскар                                           | 2024                  | Найкраща акторка другого плану        | Наяд                                | В очікуванні          |
| Сатурн                                          | 1978                  | Найкраща акторка                      | Дівчинка, що живе наприкінці вулиці | Перемога              |
| Сатурн                                          | 1992                  | Найкраща акторка                      | Мовчання ягнят                      | Номінація             |
| Сатурн                                          | 1998                  | Найкраща акторка                      | Контакт                             | Перемога              |
| Сатурн                                          | 2003                  | Найкраща акторка                      | Кімната страху                      | Номінація             |
| Сатурн                                          | 2006                  | Найкраща акторка                      | ілюзія польоту                      | Номінація             |
| American Cinematheque Gala Tribute              | 1999                  |                                       |                                     | Перемога              |
| American Society of Cinematographers            | 1996                  |                                       |                                     | Перемога              |
| BAFTA                                           | 1977                  | Найбільш багатообіцяюча акторка       | Таксист та Багсі Мелоун             | Перемога              |
| BAFTA                                           | 1977                  | Найкраща акторка другого плану        | Таксист та Багсі Мелоун             | Перемога              |
| BAFTA                                           | 1990                  | Найкраща акторка                      | Обвинувачені                        | Номінація             |
| BAFTA                                           | 1992                  | Найкраща акторка                      | Мовчання ягнят                      | Перемога              |
| Берлінський кінофестиваль                       | 1996                  | Berlinale Camera                      |                                     | Перемога              |
| Blockbuster Entertainment Awards                | 1998                  | Найкраща акторка — драма              | Контакт                             | Номінація             |
| Boston Film Festival                            | 1991                  | досконалість                          |                                     | Перемога              |
| Асоціація кінокритиків Чикаго                   | 1992                  | Найкраща акторка                      | Мовчання ягнят                      | Перемога              |
| Асоціація кінокритиків Чикаго                   | 1998                  | Найкраща акторка                      | Контакт                             | Номінація             |
| Давид ді Донателло                              | 1977                  |                                       | Таксист                             | Перемога              |
| Давид ді Донателло                              | 1989                  |                                       | Обвинувачені                        | Перемога              |
| Давид ді Донателло                              | 1995                  | Найкраща іноземна акторка             | Нелл                                | Перемога              |
| Денна премія Еммі                               | 2001                  | Outstanding Special Class Special     | AMC: Film Preservation Classics     | Номінація             |
| Еммі                                            | 1999                  | Видатний внесок у телебачення         | The Baby Dance                      | Номінація             |
| European Film Awards                            | 1997                  | Найкраща акторка                      |                                     | Перемога              |
| Золота камера                                   | 1996                  |                                       |                                     | Перемога              |
| Золотий глобус                                  | 1977                  | Найкраща акторка — мюзикл/комедія     | Чумова п'ятниця                     | Номінація             |
| Золотий глобус                                  | 1989                  | Найкраща акторка — драма              | Обвинувачені                        | Перемога              |
| Золотий глобус                                  | 1992                  | Найкраща акторка — драма              | Мовчання ягнят                      | Перемога              |
| Золотий глобус                                  | 1995                  | Найкраща акторка — драма              | Нелл                                | Номінація             |
| Золотий глобус                                  | 1998                  | Найкраща акторка — драма              | Контакт                             | Номінація             |
| Золотий глобус                                  | 2008                  | Найкраща акторка — драма              | Відважна                            | Номінація             |
| Золотий глобус                                  | 2012                  | Найкраща акторка — комедія або мюзикл | Різанина                            | Номінація             |
| Золотий глобус                                  | 2013                  | Премія Сесиля Б. Де Мілля             |                                     | Перемога              |
| Золотий глобус                                  | 2021                  | Найкраща акторка другого плану        | Мавританець                         | Перемога              |
| Золотий глобус                                  | 2024                  | Найкраща акторка другого плану        | Наяд                                | Номінація             |
| Hamburg Film Festival                           | 1997                  | Нагорода Дугласа Сірка                |                                     | Перемога              |
| Hasty Pudding Theatricals                       | 1992                  | Жінка року                            |                                     | Перемога              |
| Hollywood Film Festival                         | 2002                  | За внесок в фільми-бойовики           |                                     | Перемога              |
| Незалежний дух                                  | 1989                  | Найкраща акторка                      | П'ять кутів                         | Перемога              |
| Irish Film and Television Awards                | 2008                  | Найкраща міжнародна акторка           | Відважна                            | Номінація             |
| Kansas City Film Critics Circle Awards          | 1977                  | Найкраща акторка другого плану        | Таксист                             | Перемога              |
| Kansas City Film Critics Circle Awards          | 1989                  | Найкраща акторка                      | Обвинувачені                        | Перемога              |
| Kansas City Film Critics Circle Awards          | 1992                  | Найкраща акторка                      | мовчання ягнят                      | Перемога              |
| Премія Лондонського гуртка кінокритиків         | 1992                  | Акторка року                          | Мовчання ягнят                      | Номінація             |
| Los Angeles Film Critics Association Awards     | 1976                  | Премія «Нове покоління»               |                                     | Перемога              |
| MTV Movie Awards                                | 1995                  | Найкраща гра — акторка                | Нелл                                | Номінація             |
| Національна рада кінокритиків США               | 1988                  | Найкраща акторка                      | Обвинувачені                        | Перемога              |
| National Society of Film Critics Awards         | 1977                  | Найкраща акторка другого плану        | Таксист                             | Перемога              |
| New York Film Critics Circle Awards             | 1991                  | Найкраща акторка                      | Мовчання ягнят                      | Перемога              |
| Вибір народу                                    | 1995                  | Улюблена акторка — драма              |                                     | Перемога              |
| Вибір народу                                    | 2008                  | Улюблена акторка — бойовик            |                                     | Номінація             |
| Rembrandt Awards                                | 1998                  | Найкраща акторка                      | Контакт                             | Перемога              |
| Супутникова нагорода                            | 1998                  | нагорода Мері Пікфорд                 |                                     | Перемога              |
| Премія Гільдії кіноакторів США                  | 1995                  | Найкраща акторка                      | Нелл                                | Перемога              |
| ShoWest Convention                              | 1992                  | Акторка року                          |                                     | Перемога              |
| Sitges — Catalonian International Film Festival | 2005                  | Honorary Grand Prize                  |                                     | Перемога              |
| Southeastern Film Critics Association Awards    | 1995                  | Найкраща акторка                      | Нелл                                | Перемога              |
| TV Land Awards                                  | 2007                  | Найкраще камео або запрошена зірка    | Секретні матеріали                  | Номінація             |
| Women in Film Crystal Awards                    | 1996                  |                                       |                                     | Перемога              |
| Young Artist Awards                             | 1981                  | Найкраща молода акторка               | Лисиці                              | Номінація             |